# Zamarada fallaciosa
Zamarada fallaciosa är en fjärilsart som beskrevs av Claude Herbulot 1979. Zamarada fallaciosa ingår i släktet Zamarada och familjen mätare. Inga underarter finns listade i Catalogue of Life.